# Disebo
Disebo är en by i Östervåla socken, Heby kommun.
Disebo omtalas i dokument första gången 1309 ("in dysebodhum"), då Eskil Skjalges borgenärer tillerkändes laglig besittning av ett flertal jordar i Östervåla, bland annat i Disebo. 1544 upptas Disebo i prostarnas kyrkoräkenskaper som ett prästetorp. 1628 redovisas Disebo i årliga räntan som 2 öresland, efter rannsakning 1634 ökades jordetalet till 4 öresland. Vid storskiftet 1789 redovisas Torp och Ärligbo med gemensam skog med Disebo, och Ärligbo och Disebo är troligen avsöndringar från Torp. Förledet är troligen en genitivform av kvinnonamnet Disa.
Bland bebyggelser på ägorna märks gårdarna Erik-Pers och Karl-Ols, torpet skogsängen uppfört omkring 1890 och den nu försvunna gården Tuppängen.